# Lista de membros da Royal Society eleitos em 1795
Esta é uma lista de Membros da Royal Society eleitos em 1795.

## Fellows
1. Sylvester Douglas, Baron Glenbervie (1743–1823)
2. Gregorio Fontana (1735–1803)
3. Alberto Fortis (1741–1803)
4. Hugh Gillan (died 1798)
5. Archibald Harrison
6. George Heath (1745–1822), Headmaster of Eton School
7. George Howard, 6th Earl of Carlisle (1773–1848)
8. Benjamin Hutchinson (died 1804)
9. Martin Heinrich Klaproth (1743–1817)
10. Thomas James Mathias (c.1754–1835)
11. Matthew Montagu
12. Barnaba Oriani (1752–1832)
13. John Parker, 1st Earl of Morley (1772–1840)
14. Christopher Pegge (1765–1822)
15. William Petrie (1784–1816)
16. Jacob Pleydell-Bouverie, 2nd Earl of Radnor (1750–1828)
17. David Rittenhouse (1732–1796)
18. Abraham Robertson (1751–1826)
19. Johann Christian Daniel von Schreber (1739–1810)
20. Matthew Smith (1739–1812), Captain of Tower of London
21. August Ferdinand Veltheim (1741–1801)
22. Samuel Young (1766–1826)